# Taíza Thomsen
Taíza Thomsen Severina (Joinville, 31 de agosto de 1982) é uma modelo de Santa Catarina que ganhou o título de Miss Brasil 2002 após haver sido descoberto que a primeira colocada, Joseane Oliveira, era casada.

## Participações em concursos de beleza

### Miss Santa Catarina
Antes de ser eleita Miss Santa Catarina, Taíza foi "Rainha" de sua cidade, Joinvile, cujo título tem duração de 50 anos.

### Miss Brasil
Taíza, como Miss Santa Catarina, foi a segunda colocada no Miss Brasil 2002, sendo eleita Miss Brasil Mundo. Ela se tornou a Miss Brasil 2002 no dia 4 de fevereiro de 2003, após haver sido descoberto que a vencedora original, Joseane Oliveira, Miss Rio Grande do Sul era casada desde 1998.

### Miss Mundo
No Miss Mundo 2002, realizado em Londres em 7 de dezembro de 2002, Taíza não conseguiu se classificar entre as 20 semifinalistas do concurso, que foi vencido pela turca Azra Akın.

## Vida após os concursos

### Processo contra a organização Miss Brasil
Por ter se sentido prejudicada ao perder a coroa de Miss Brasil para uma candidata casada - pela regra somente mulheres solteiras e sem filhos podem concorrer - o que a impossibilitou de ir ao Miss Universo e de receber os prêmios destinados ao primeiro lugar, Taíza processou a organização do Miss Brasil em 2007, pedindo uma indenização de 1,1 milhão de reais. No entanto, a Justiça de Minas Gerais estipulou o valor em 100 mil reais.

### Desaparecimento e vida em Londres
Em 2006, a família de Taíza denunciou seu repentino desaparecimento, o que gerou grande repercussão na mídia e levou a uma investigação pela Polícia Federal e pela Interpol. Diversas evidências mostravam que ela havia ido para Londres, onde estaria trabalhando como stripper sob o pseudônimo Sol. A ex-miss chegou a entrar em contato com os investigadores, mas pediu que não fosse incomodada. Após isso o interesse da mídia brasileira no caso diminuiu, mas a busca da família pela localização de Taíza continuou.
Taíza enfim retornou ao Brasil em 2013 e explicou aos portais de notícia o que levou ao seu desaparecimento. Ela alega que fugiu do Brasil por conta das ameaças de um ex-namorado, aconselhada por uma mulher que se dizia vidente, e planejava ficar apenas alguns meses em Londres. No entanto, um homem belga que se dizia amigo da vidente a levou para a Bélgica, onde a manteve em cativeiro por dois meses. Taíza só percebeu que se tratava de tráfico de pessoas quando acessou o computador dele e, quando retornaram a Londres para que ela fosse entregue a outra pessoa, ela conseguiu fugir. Ela continuou vivendo ilegalmente em Londres por sete anos, adotando diversos nomes diferentes com medo de ser reconhecida. Ela retomou o contato com a família em 2012 para então voltar ao Brasil no ano seguinte.